# Poulpe boréal
Bathypolypus arcticus · pieuvre boréale
Espèce
Le poulpe boréal ou pieuvre boréale (Bathypolypus arcticus) est une espèce de mollusque céphalopode de la famille des Octopodidae dans l'ordre des octopodes.
Il en existe deux sous-espèces :
- Bathypolypus arcticus proschi, Muus 1962 ;
- Bathypolypus arcticus arcticus, Prosch.

## Caractéristiques
- Couleur brun-rose.
- Sa surface peut être rugueuse.
- Huit bras de la même forme.
- Manteau complet avec la tête.
- Deux petits appendices (cirri) en haut des yeux.